# Hansa-Brandenburg
Hansa-Brandenburg Flugzeugwerke GmbH var en tysk flygplanstillverkare under första världskriget.

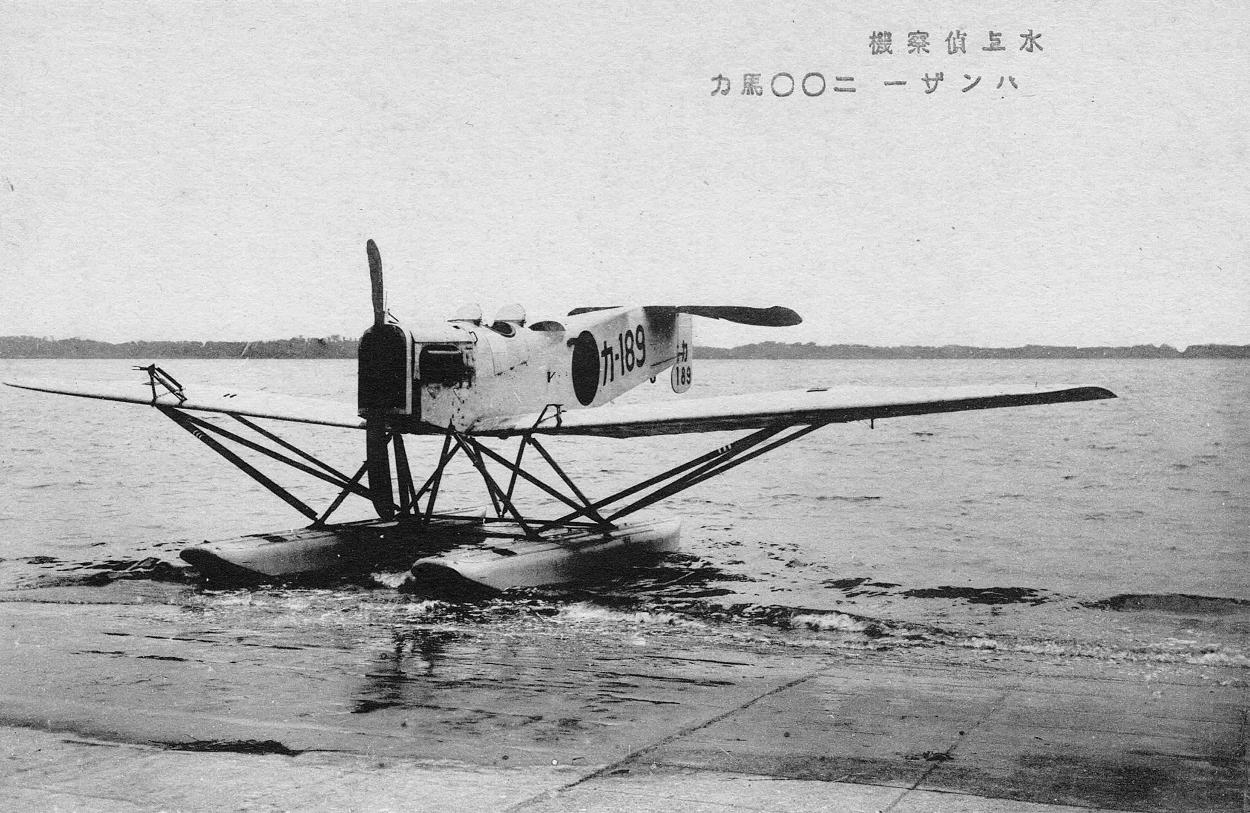
Hansa-Brandenburg W.29 i tjänst för Kejserliga japanska flottan.

Hansa-Brandenburg bildades genom en sammanslaglagning av 
Brandenburgische Flugzeugwerke GmbH och Hansa-Flugzeug Werke år 1914 och dess storhetstid inleddes när Ernst Heinkel anställdes som chefskonstruktör. Företaget specialiserade sig på tillverkning av sjöflygplan och kom att leverera flygplanet Hansa-Brandenburg W.29 i ett stort antal till den tyska marinen. 
1916 flög Heinkels konstruktion landflygplanet D.1. första gången, flygplanet vidareutvecklades till sjöflygplanet W.12 KWD (Kampf Doppeldecker, Wasser). Vid konstruktionen vändes flygplanets fena nedåt för att ge spanaren ett fritt skottfält bakåt. Totalt tillverkades 146 W.12 varav ett flygplan tillskrivs nedskjutningen av det brittiska luftskeppet C.27.
Med lanseringen av W.29 och W.33 inledde Heinkel konstruktionen av monoflygplan. Efter första världskriget kom W.33 att användas av det Danska flygvapnet och licenstillverkas vid IVL i Helsingfors under beteckningen A.22 för det Finländska flygvapnet och vid Marinens Flyvebaatfabrikk för Norska marinen.

## Flygplan tillverkade vid Hansa-Brandenburg[2]
- Hansa-Brandenburg C.1
- Hansa-Brandenburg D.1
- Hansa-Brandenburg W.12
- Hansa-Brandenburg W.29
- Hansa-Brandenburg W.33